# 140P/Боуэлла — Скиффа
Комета Боуэлла — Скиффа (140P/Bowell-Skiff) — короткопериодическая комета семейства Юпитера, которая была обнаружена 11 февраля 1983 года американскими астрономами Эдвардом Боуэллом и Брайаном Скиффом с помощью 0,33-метрового телескопа станции Андерсон-Меса. Она была описана как небольшой диффузный объект 16,2 m звёздной величины с центральной конденсацией. 15 сентября было получено повторное изображение кометы, а вскоре после обнародования открытия удалось обнаружить более ранний снимок от 8 февраля, сделанный в обсерватории города Нанкин. Комета обладает сравнительно коротким периодом обращения вокруг Солнца — чуть менее 16,2 года.

Орбита кометы Боуэлла — Скиффа и её положение в Солнечной системе

В течение последующих нескольких ночей комету наблюдали сразу в нескольких обсерваториях и к 22 февраля Брайан Скифф сумел рассчитать первую эллиптическую орбиту, согласно которой комета должна была пройти перигелий 15 марта 1983 года и иметь период обращения около 15,2 лет. Дальнейшие наблюдения, продолжавшиеся до 10 июня, позволили уточнить этот параметр до 15,67 года. Следующее возвращение в перигелий должно было состояться 27 апреля 1999 года, а 28 декабря 1998 года Гарет Вильямс объявил об обнаружении объекта 18,5 m звёздной величины, который двигался в том же направлении и с той же скоростью, что ожидалась у кометы. Найденные более ранние снимки от 14 и 17 декабря, позволили успешно связать явления 1983 и 1998 годов, доказав что это один и тот же объект. Новые наблюдения позволили уточнить дату перигелия и перенести её на 14 мая 1999 года.

## Сближения с планетами
В течение XX и XXI веков комета лишь дважды подойдёт к Юпитеру на расстоянии менее 1 а. е.
- 0,98 а. е. от Юпитера 20 сентября 1984 года;
- 0,46 а. е. от Юпитера 26 декабря 2094 года.